# La Vereda
La Vereda es un pueblo deshabitado situado en el municipio de Campillo de Ranas (Guadalajara, España). Se halla en la sierra de Ayllón.
Históricamente formó parte del concejo de El Vado, que estaba conformado por las aldeas de La Vereda, Matallana y la propia villa de El Vado. En 1972 el concejo de El Vado se integró en el municipio de Campillo de Ranas al ejecutarse la expropiación forzosa de la mayor parte de su territorio por parte del Instituto para la Conservación de la Naturaleza (ICONA). Desde 1983 es propiedad de la Junta de Comunidades de Castilla-La Mancha.[cita requerida]

## Geografía
La Vereda se sitúa en el cordel central de la sierra de Ayllón, una zona topográficamente muy accidentada. En sus alrededores destacan el pico de la Tornera (1865 m), el pico de la Centenera (1809 m), la Cabeza del Pajarejo (1468 m), el cerro del Otero o cerro de San Cristóbal (1589 m), la Cabeza del Vado (1137 m) y Las Majadas (1280 m). La Vereda se encuentra a una altitud de 1080 metros sobre el nivel del mar.
En la hidrografía de la zona cabe destacar el río Jarama, afluente principal del  río Tajo, y los arroyos Vallosera, del Cerezo, del Tejoso, del Pajarejo, de Sierra Elvira, del Tejedor, de la Garganta y del Arrubiezo. Todos ellos discurren por vallejos y barrancos encajonados.
Geológicamente se puede indicar que es una región silícea que litológicamente está constituida por gneisses, pizarras, micacitas y cuarcitas primarias. Los gneisses y micacitas dan lugar a suelos profundos, tierras pardas, sobre las que crecen robledales, y en algunos casos hayas y abedules.
Los suelos de pizarras se encuentran muy erosionados soportando formaciones arbustivas de jaras y brezos. Así la zona proporciona yacimientos más o menos superficiales de gneis, pizarras y rañas (cantos de cuarcita poco rodados), que son los materiales utilizados en la arquitectura negra.
La vegetación de la zona se puede resumir por tanto en bosques más o menos extensos de robles melojos, con manchas de grandes encinas, junto con grandes repoblaciones de pino silvestre, pino laricio y pino negral. En los cauces de ríos y arroyos, vegetación de ribera con fresnos, olmos y chopos. Grandes extensiones de jaras, brezos y tomillos se unen a los prados para completar el paisaje natural.

## Toponimia
Este paisaje natural viene representado en la toponimia local. Así aparecen los propios nombres de El Vado y La Vereda, como pasos naturales dentro de la sierra, o Matallana, como bosque en zona llana. Los diversos topónimos locales dan idea de lo que fue o sigue siendo esta zona; nombres como Roblemarina, el collado del Hontanar (hontanar = manantial), los huertos de los Chortales (chortal = manantial), las eras del Prado, la era del Moral, etc. Otros nombres cuentan pequeñas historias locales, como “arren” de la Horca (arren = cercado), fuente de los Portugueses, matizo de las Cofradías, “arren” de la Virgen, pasil de los Caballos, la encina del Barbero, etc.[cita requerida]

## Historia

### Edad Antigua
La historia de estas comarcas serranas siempre se ha caracterizado por el aislamiento que la naturaleza impone. Poblada ya desde época prerromana, con la existencia de yacimientos paleolíticos en diversas cuevas de Matallana y La Vereda. Ni la crisis del siglo III que sufre el Imperio romano ni las sucesivas oleadas de visigodos suponen una alteración significativa de la escasa población de estas tierras más que en el control político de las mismas. Con la llegada de los andalusíes se inicia una incipiente repoblación con población bereber, de carácter pastoril, que se asienta en estas tierras estériles junto con la escasa población hispano visigoda.[cita requerida]

### Edad Media
Durante siglos esta fue zona divisoria entre el Reino de Castilla del norte y Al-Ándalus, sin que hubiera grandes movimientos demográficos. En esta época pudieran existir ya rebaños de ganado que practicaran la trasterminancia, siendo la ganadería la principal actividad económica junto con una agricultura de subsistencia. De igual modo se inicia la intervención sobre la naturaleza, con la roturación de tierras, con rozas, corte de arbolado, etc., para aumentar la superficie de terreno agrícola y ganadero que pudiera satisfacer las necesidades del autoconsumo.[cita requerida]
En el siglo XI, Alfonso VI conquista para la Corona de Castilla estas tierras iniciándose el periodo repoblador cristiano formado fundamentalmente por castellanos, leoneses, gallegos y asturianos.[cita requerida] De igual modo se funda en las cercanías el monasterio de Bonaval, que en 1164 es concedido por Alfonso VIII a una comunidad cisterciense para servir de barrera a una ya improbable invasión musulmana, llegando el límite de esta comunidad "hasta la sierra de Elvira, y de dicho valle a la Serranía, transitando más allá de ella, hasta el valle de Muratel (Muriel), en el Sorbe", justo en el límite sur de La Vereda, hoy arroyo de Sierra Elvira.
Hasta el siglo XIII se produce la principal repoblación de la zona, organizándose administrativamente mediante las comunidades de villa y tierra, perteneciendo la población de La Vereda a la de Sepúlveda, quedando enclavada dentro de su Ochavo de Sierra.
En 1278, El Vado consigue su propio territorio incorporando a Matallana y a La Vereda a su municipio. Tanto El Vado como Colmenar de la Sierra y El Cardoso de la Sierra, formaron los concejos más orientales de la comunidad de villa y tierra de Sepúlveda.
El Vado, ya desde el siglo XII, adquiere importancia como lugar de paso del río Jarama, con puente propio que comunica a través de La Vereda y Matallana los pasos de ganado desde el norte hacia las tierras del sur. Así el arcipreste de Hita incluye un canto de honor a la Virgen de El Vado en el Libro de buen amor. Con la creación del Concejo de la Mesta en el siglo XIII, este carácter de paso ganadero de la zona va en aumento, constituyendo las cañadas reales que desde Soria se dirige hacia Extremadura.
En 1373, este territorio pasa por donación de Juana Manuel de Villena (1339-1381), hija de Don Juan Manuel y esposa de Enrique II de Castilla, a Pedro González de Mendoza. En 1379 Pedro González de Mendoza hace donación a favor de su primogénito Diego Hurtado de Mendoza, primer duque del Infantado, de los lugares de El Cardoso de la Sierra, Colmenar de la Sierra y El Vado. Éste los incluye en el mayorazgo destinado al primer marqués de Santillana, Íñigo López de Mendoza, pero como un señorío aparte del de Buitrago y asociado al condado del Real del Manzanares. El señorío de El Cardoso, Colmenar y El Vado, lo hereda su séptimo hijo, Juan Hurtado de Mendoza. Desde entonces permanece como señorío de la familia de los Mendoza, asociado desde el siglo XVII al marquesado de Montesclaros, hasta el final del feudalismo.[cita requerida]

### SigloXIX
Las desamortizaciones produjeron graves desavenencias entre los vecinos de El Cardoso, Colmenar y El Vado al apropiarse de la propiedad comunal de varios montes y pastos de la zona el marqués de Montesclaros, José Rafael de Silva Fernández de Híjar Portugal y Palafox, amparado por el Consejo de Castilla en 1825. A pesar de que el Catastro de Ensenada en 1752 y diversos "amillaramientos" realizados a principios del siglo XIX indicaban que el titular del señorío no poseía propiedades en el Concejo, los vecinos de El Cardoso, Colmenar y El Vado y los mayores contribuyentes de la zona tuvieron que celebrar una avenencia con el marqués en 1857 en presencia del gobernador de Guadalajara reconociéndole la propiedad sobre varias fincas y montes, tras varios mandatos de ejecución por parte del Consejo de Castilla. Aun así, y ante la venta de dichos montes y pastos que realizó el marqués de Montesclaros a Segundo Colmenares en 1862, los conflictos con los vecinos continuaron.
En 1921, los 54 vecinos existentes en El Vado, La Vereda y Matallana, compran en régimen de copropiedad tres grandes fincas que rodean a las poblaciones, provenientes de las antiguas tierras comunales, y que habían pasado a propiedad privada tras las desamortizaciones del siglo XIX. Esta agrupación de fincas constituía la mayor parte del término municipal, compuesta por las grandes masas boscosas existentes, exceptuando únicamente las pequeñas tierras agrícolas que eran propiedad de los particulares.[cita requerida]
El lento aumento poblacional supone en estos siglos la transformación de la sierra, con el intenso aprovechamiento forestal y ganadero de la zona. Esto produce el adehesamiento de encinares y melojares y la reducción de las manchas boscosas por el carboneo y la creación de tierras de cultivo. Esta serie de actividades económicas que reflejan la consolidación de La Vereda y Matallana están documentadas en los Libros de Fábrica de la iglesia parroquial de Santa María de El Vado de 1497 y 1485 respectivamente, apareciendo como núcleos totalmente consolidados y con una vecindad de importancia dentro del concejo. En 1759, ante el aumento poblacional, se amplía y mejora la antigua ermita de La Vereda, de la cual hay constancia en 1544 aunque dedicada a San Bartolomé, y se bendice para poder celebrar los Sacramentos.

### SigloXX
La población de la zona se estabiliza hasta que a finales del siglo XIX y principios del XX empieza el flujo migratorio ante la dureza de la zona y el fin de la economía que la sustentaba. En el caso particular de El Vado, La Vereda y Matallana, tras la Guerra Civil de 1936, que ya inicia un periodo de destrucción de los sistemas de organización tradicionales y el abandono, por ejemplo, de los edificios eclesiásticos tras las destrucciones realizadas el 25 de julio de 1936 por las fuerzas republicanas, se reanuda la construcción del embalse del Vado. Así, su construcción durante la primera mitad del siglo XX para abastecer de agua a Madrid mediante el Canal de Isabel II, supone la desaparición de los núcleos poblados. En 1954 se produce el anegamiento de la localidad de El Vado, excepto la iglesia y el cementerio.
Con la desaparición de El Vado, el Ayuntamiento pasa en 1950 a La Vereda y la parroquia pasa a la ermita de San Juan en Matallana. Con este motivo, los vecinos construyen en La Vereda la nueva casa de villa y los edificios públicos necesarios (Casa del secretario, escuelas, fragua y molino).[cita requerida]
Este anegamiento supone de igual modo el corte de la deficiente carretera que comunicaba  los núcleos de La Vereda y Matallana con el exterior. En 1950 se inicia también por parte de ICONA la repoblación forestal de la finca Montesclaros.[cita requerida]
Así, sin accesos, sin servicios médicos, electricidad, agua corriente, suministros, con los terrenos dedicados a la ganadería reduciéndose, la emigración aumenta en la década de los años 1960. En 1972 se produce la expropiación forzosa de todo el término municipal de La Vereda, Matallana y El Vado ante la declaración de utilidad pública de los trabajos de repoblación forestal que se realizan, y la obligada despoblación es un hecho.
En 1976 un pequeño grupo de arquitectos de Guadalajara y Madrid, evitan que ICONA derribe todos los edificios de La Vereda y Matallana para proseguir con la reforestación; de este modo se logra preservar la integridad de estos pueblos.[cita requerida] Entre 2008 y 2010, la Junta de Comunidades de Castilla-La Mancha concedió por licitación a la Asociación Cultural La Vereda el aprovechamiento de los pastos y cultivos, así como el uso y disfrute para tales fines de los edificios y terrenos adyacentes al pueblo de La Vereda, entre los que se incluía Matallana.
En 1988 los antiguos vecinos de La Vereda, Matallana y El Vado, fundan la Asociación Cultural Hijos de La Vereda con el fin de mantener y recuperar sus tradiciones. Desde esta fecha los antiguos vecinos y expropietarios de La Vereda defienden igualmente su derecho legal a ejercitar la reversión de las fincas expropiadas forzosamente para unos fines de utilidad pública como es la repoblación forestal que no se han cumplido en su totalidad, pretendiendo la recuperación integral de dichos pueblos.[cita requerida]
El 24 de junio de 2007, finalizadas las obras de la primera fase de restauración auspiciadas desde el diócesis de Sigüenza-Guadalajara y con el patrocinio de la Diputación de Guadalajara y la Asociación Cultural Hijos de La Vereda, la iglesia de la Inmaculada Concepción de La Vereda se reabre al culto.[cita requerida]

## Demografía
| Gráfica de evolución demográfica de La Vereda entre 1842 y 1960 |
| |
| Población de derecho según los censos de población del INE Población de hecho según los censos de población del INEEntre el censo de 1981 y el anterior, este municipio desaparece porque se integra en el municipio Campillo de Ranas |

## Arquitectura
La arquitectura predominante en La Vereda es la llamada arquitectura negra. Esta es la arquitectura tradicional que se realiza en el extremo noroccidental de la provincia de Guadalajara, en la sierra de Ayllón. Se caracteriza por el uso masivo de la pizarra, tanto en muros como en tejados, junto con la madera para la realización de forjados y techumbres. La Vereda y Matallana son dos ejemplos de este tipo de arquitectura popular.
Una de las características de la arquitectura de La Vereda es la utilización de cantos rodados entre la mampostería de pizarra, que son utilizados para remarcar las plantas mediante alineaciones, para reflejar iniciales de los autores o recreando cruces protectoras del hogar.[cita requerida] Característico igualmente son las limatesas o cumbreras de las cubiertas, en las que se van entrelazando las diversas lajas de pizarra recortadas unas con otras. De igual modo son abundantes las inscripciones situadas en las entradas de los edificios, especialmente los públicos. [cita requerida]
La iglesia de la Inmaculada Concepción es un pequeño templo románico de una nave con capilla mayor cuadrada, orientada al este, pero construidas con las soluciones propias de la arquitectura popular. Posee una espadaña triangular con un solo vano y un pequeño atrio en la fachada meridional.

## Fiestas
En La Vereda se celebraban distintas festividades a lo largo del año en relación con los ciclos ganaderos y agrarios anuales propios de la economía local.
- Al final del invierno, el carnaval se celebraba con la botarga, tradicional en muchos lugares de la zona.
- En primavera se celebraba la Semana Santa con cantos religiosos y la realización de ramos para adornar los vestidos que usan las mujeres durante las procesiones y para un monumento conmemorativo del Jueves Santo.
- El 30 de abril se celebraba también la festividad de los Mayos.
- Los días 29 y 30 de junio se celebraban las fiestas patronales dedicadas a la Inmaculada Concepción.
- La noche del 31 de octubre, coincidiendo con el día de Todos los Santos, los varones adolescentes realizaban la llamada comida de la machorra, en la que comían un guiso de macho cabrío.
- La noche del 31 de diciembre salía la botarga para celebrar San Silvestre y el año nuevo.